# Schedorhinotermes lamanianus
Schedorhinotermes lamanianus is een termietensoort. De wetenschappelijke naam van deze soort is voor het eerst voorgesteld als Rhinotermes lamanianus door Yngve Sjöstedt in een publicatie uit 1911.
De soort komt voor in het Afrotropisch gebied.